# Коррекшенвілл (Айова)
Коррекшенвілл (англ. Correctionville) — місто (англ. city) в США, в окрузі Вудбері штату Айова. Населення — 766 осіб (2020).

## Географія
Коррекшенвілл розташований за координатами 42°28′38″ пн. ш. 95°46′59″ зх. д. / 42.47722° пн. ш. 95.78306° зх. д. (42.477185, -95.783020).  За даними Бюро перепису населення США в 2010 році місто мало площу 1,47 км², уся площа — суходіл.

## Демографія
Згідно з переписом 2010 року, у місті мешкала 821 особа в 331 домогосподарстві у складі 208 родин. Густота населення становила 557 осіб/км².  Було 391 помешкання (265/км²).
Расовий склад населення:
| - 97,2 % — білих - 0,9 % — азіатів - 0,6 % — корінних американців - 0,2 % — чорних або афроамериканців |

До двох чи більше рас належало 1,0 %. Частка іспаномовних становила 2,3 % від усіх жителів.
За віковим діапазоном населення розподілялося таким чином: 22,8 % — особи молодші 18 років, 54,4 % — особи у віці 18—64 років, 22,8 % — особи у віці 65 років та старші. Медіана віку мешканця становила 42,8 року. На 100 осіб жіночої статі у місті припадало 104,2 чоловіків;  на 100 жінок у віці від 18 років та старших — 95,7 чоловіків також старших 18 років.
Середній дохід на одне домашнє господарство  становив 44 302 долари США (медіана — 40 119), а середній дохід на одну сім'ю — 52 068 доларів (медіана — 43 750). Медіана доходів становила 41 484 долари для чоловіків та 29 375 доларів для жінок. За межею бідності перебувало 11,4 % осіб, у тому числі 12,8 % дітей у віці до 18 років та 8,1 % осіб у віці 65 років та старших.
Цивільне працевлаштоване населення становило 334 особи. Основні галузі зайнятості: виробництво — 24,0 %, освіта, охорона здоров'я та соціальна допомога — 21,3 %, транспорт — 9,0 %, будівництво — 8,7 %.